# Махмуд ел Нигеро
Махмуд Исмаил ел Нигеро (непознати датум рођења и смрти) је био египатски фудбалски нападач који је играо за Египат на Светском првенству у фудбалу 1934.